# Équipe du Vanuatu de rugby à XIII
L'équipe du Vanuatu de rugby à XIII est l'équipe qui représente le Vanuatu dans les compétitions internationales. Elle regroupe les meilleurs joueurs vanuatais (ou d'origine vanuatuane)  de rugby à XIII.

## Histoire et contexte
Comme cela arrive souvent en rugby à XIII moderne, c'est sous l'impulsion d'un résident britannique ou australien que le rugby à XIII se développe dans un pays dit « émergent ».
L'archipel de 81 îles n'échappe pas à la règle puisqu'il doit le développement du XIII sur son sol à Dane Campbell qui l'introduit en 2011 et qui crée l'équipe nationale dont il devient le premier sélectionneur
Pour aguerrir ses joueurs, il les emmène  disputer un tournoi de rugby à IX réputé le Cabramatta International Nines, au mois de février 2012. Son équipe comporte Joe Meninga, qui n'est autre que le neveu de Mal Meninga. L'équipe est invaincue jusqu'en finale qu'elle perd face à une sélection d'aborigènes australiens.
L'équipe océanienne fait véritablement son baptême du feu, en disputant son premier test-match face à la Grèce le 20 octobre 2012, match qu'elle perd sur un score respectable : 14 à 24 face à une équipe grecque dont certains joueurs jouent en Australie.
Au mois d'aout 2013, David Simpson succède à Dane Campbell.

## Une chance d'imiter les Îles Cook de 1995 et de rejoindre le haut niveau ?
L'équipe du Vanuatu est versée dans la poule B de la troisième édition du championnat des nations émergentes de 2018, à la suite du tirage au sort organisé par la RLIF.
Cette poule permet d’accéder aux demi-finales de la Coupe, autrement dit du tournoi principal. 
Le Vanuatu commence son tournoi le 4 octobre 2018 face à la Hongrie et rencontre trois jours plus tard une vieille connaissance : la Grèce.
Avant le tournoi, gagner le championnat semble  un objectif réalisable, la poule étant assez ouverte, compte tenu de l'expérience du Vanuatu et de sa culture treiziste océanienne. Il est pressenti pour remporter le championnat mais il aura fort à faire pour se défaire de la Grèce (composée notamment de heritage players) , et, si comme prévu,  il les rencontre en demi-finales , pour battre Malte ou Niue .
Ainsi le petit pays espère suivre l'exemple des Îles Cook qui remportèrent le championnat en 1995 et qui, depuis, ont gagné en niveau se qualifiant ensuite pour la coupe du monde.
Néanmoins, le Vanuatu se montre très décevant ; il termine en effet à la huitième place.  Il est battu largement par la Grèce et sur un score serré par la Hongrie. Pire, il est battu par la Pologne dans le tournoi secondaire et ensuite par la Turquie dans la finale pour la septième place.

## Personnalités et joueurs emblématiques
Plusieurs « heritage players  » (joueurs d'originaire du Vanuatu, mais jouant à l'étranger) s'illustrent dans le sport ;  Alehana Mara (qui débute contre la Grèce le 20 octobre 2012), Justin O'Neill, Zac Santo et Travis Waddell.